# Calcaronea
Sous-classe
Calcaronea est une sous-classe d'éponges calcaires.

## Liste des ordres
Selon ITIS (28 avr. 2010), NCBI (28 avr. 2010) et World Register of Marine Species (28 avr. 2010) :
- Baerida Borojevic, Boury-Esnault et Vacelet, 2000
- Leucosolenida Hartman, 1958
- Lithonida Vacelet, 1981